# Domingos Alvão

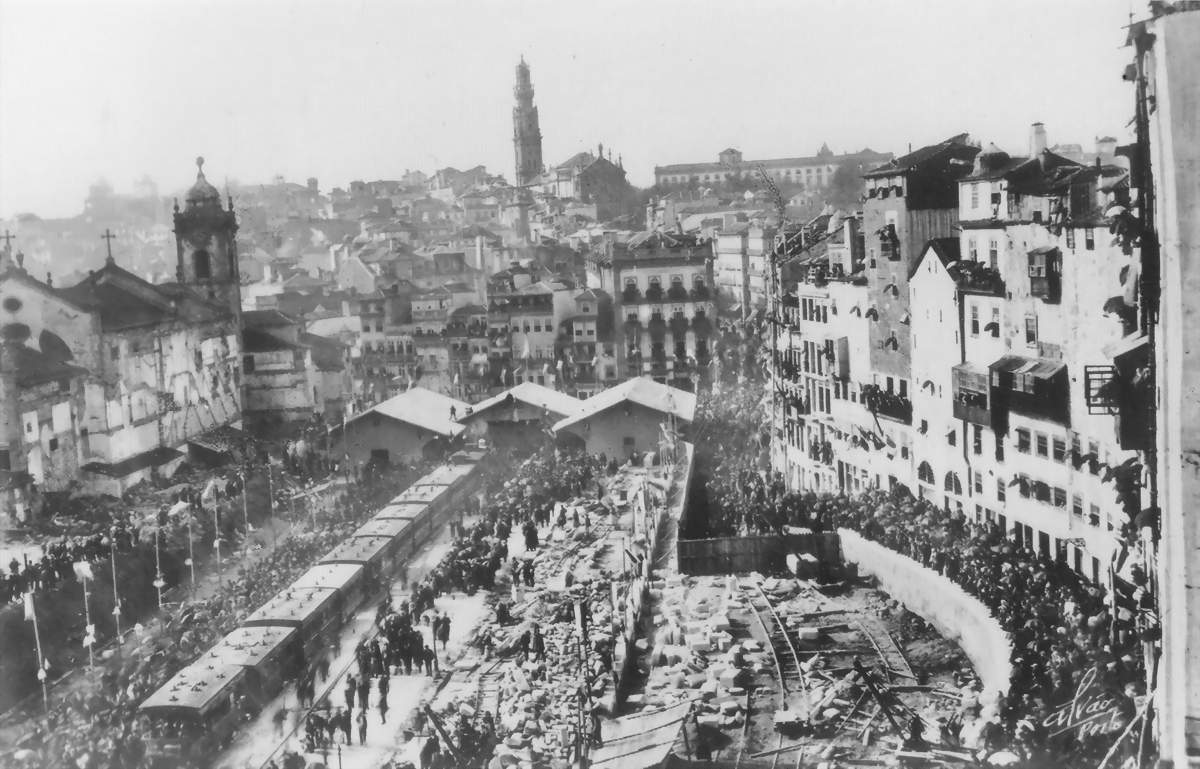
O primeiro comboio chega à estação de São Bento, no Porto (foto de Alvão, 1896).

Domingos do Espírito Santo Alvão, ou apenas Domingos Alvão (Porto, 1869 — Maia, 1946) foi um dos maiores fotógrafos portugueses do século XX.

## Biografia
Nascido no Campo da Regeneração (hoje Praça da República), no seio de uma família da nova burguesia com origens em Vila Real e no Porto, Domingos Alvão cedo demonstrou interesse pela fotografia. Conheceu Emílio Biel, de quem se tornou aprendiz, e, depois de um breve estágio em Madrid, entrou como operador para o estabelecimento do capitalista Leopoldo Cyrne.
Dirigiu, no final do século XIX, a Escola Practica de Photographia do Photo-Velo Club no n.º 120 da Rua de Santa Catarina, no Porto. Foi neste mesmo local que, em 1903, veio a funcionar a Fotografia Alvão que, em 1926, deu lugar à firma Alvão e Cia. Lda.
Apreciado por fazer a simbiose entre um quadro pictural e um documento etnográfico naturalista, Domingos Alvão foi galardoado com vários prémios entre 1914 e 1936, entre os quais se salienta a medalha de prata na Feira Internacional de Leipzig, em 1914, pela sua participação na representação portuguesa. Nas suas imagens utiliza o grande plano como enquadramentos médios e aproximados, numa óptica de retratismo/documentarismo muito em voga na época.
Além de ter sido o fotógrafo oficial das grandes empresas e instituições e do próprio Estado, a sua obra foi vastamente editada em diversas publicações da época como a Illustração Portugueza ou a Gazeta das Aldeias. De todo um vasto trabalho tem destaque especial a obra Portugal, editada em 1934. No ano seguinte, recebeu a comenda de Cavaleiro da Ordem Militar de Cristo.

## Álbuns
- AGUIAR, Fernando Bianchi de; DIAS, Jorge Manuel (coordenadores). ALVÃO, Domingos (fotografias). Alto Douro vinhateiro: património mundial: paisagem cultural, evolutiva e viva. Porto: Comissão de Coordenação e Desenvolvimento Regional do Norte, 2006 ISBN 972-734-263-9
- ALVÃO, Domingos (fotografias). A cidade do Porto na obra do fotógrafo Alvão 1872-1946. Porto: Fotografia Alvão, 1984.
- ALVÃO, Domingos; BIEL, Emílio; OLIVEIRA, Guedes de; anónimos (fotografias). O vinho do Porto. Porto : Imagolucis, Fotogaleria, 1992.
- ALVÃO, Domingos. Fotografia Alvão: clichés do Porto 1902-2002. Porto: Fotografia Alvão, 2002. ISBN 972-8157-77-0
- BARRETO, António (texto). BIEL, Emílio; ALVÃO, Domingos; ABREU, Maurício (fotografias). Douro. Lisboa: Inapa, 1993. ISBN 972-9019-55-X
- CLETO, Joel (texto). ALVÃO, Domingos; BIEL, Emílio (fotografias). ALVES, Armando (direcção gráfica). Porto de Leixões. Leça de Palmeira: Administração dos Portos do Douro e Leixões, 1998

- Picote - Miranda - Bemposta, Aproveitamentos Hidroeléctricos do Douro Internacional, Edição EDP Electricidade de Portugal, 1999, Fotografias de Domingos Alvão [Fotografia Alvão]
- SERÉN, Maria do Carmo (texto). A porta do meio, a exposição colonial de 1934: fotografias da Casa Alvão. Porto: Centro Português de Fotografia e Lisboa: Ministério da Cultura, 2001. ISBN 972-8451-18-0